# 藤岡真威人
藤岡 真威人（ふじおか まいと、2003年〈平成15年〉12月28日 - ）は、日本の俳優、モデル。
東京都出身。SANKIワールドワイド所属。

## 略歴
芸能界に興味はあったが、自分が入りたいと思ったことは無かった。音楽など他にやりたいこともあったが、SEGAのオファーを受け、父が演じた「せがた三四郎」の息子である「せが四郎」のCMで俳優デビュー。
2021年12月公開の映画『仮面ライダー ビヨンド・ジェネレーションズ』では父の演じた本郷猛 / 仮面ライダー1号 役で特別出演。
2022年5月、『青春スチャラカ学園』でコント番組に初挑戦した。

## 人物
- 趣味：ギター、柔道、空手、歌[2]
- 特技：英語、歌、柔道[2][1]
- 家族構成は、藤岡弘、（父）、母、天翔愛（姉）、天翔天音（長妹）、藤岡舞衣（次妹）、本人の6人家族[1][6]

## 出演

### 映画
- 仮面ライダー ビヨンド・ジェネレーションズ（2021年12月17日、東映） - 本郷猛 / 仮面ライダー1号 役（特別出演）[7]
- SAMURAI SWORDFISH（2022年）
- 八犬伝（2024年10月25日、キノフィルムズ） - 犬衛親兵衛 役[8]

### ドラマ
- 恋に無駄口（2022年4月17日 - 6月19日、ABC・テレビ朝日） - 志田葵 役[9]
- テッパチ!（2022年7月6日 - 9月14日、フジテレビ） - 西健太 役[10][11]
- クールドジ男子（2023年4月15日 - 7月1日、テレビ東京） - 主演・二見瞬 役[12]
- 君とゆきて咲く〜新選組青春録〜（2024年4月25日 - 9月12日、テレビ朝日） - 沖田総司 役[13]
- ドラマチューズ!「ウイングマン」（2024年10月23日（22日深夜） - 12月25日（24日深夜）、テレビ東京） - 主演・広野健太 役[14]
- 三屋清左衛門残日録 第8作（2024年12月8日、日本映画専門チャンネル・時代劇専門チャンネル4K） - 窪井信次郎 役[15][16][17]
- スプリング!（2025年3月21日、テレビ朝日） - 村瀬佑 役[18]
- 夜ドラ あおぞらビール（2025年6月16日 - 、NHK総合） - 八木拓馬 役[19]

### 番組
- I LOVE みんなのどうぶつ園（2020年10月3日 - 、日本テレビ）[20]
- くりぃむしちゅーの掘れば掘るほどスゴイ人ドラマパート（2021年6月30日、日本テレビ） - 古賀玄暉 役[21]
- ZIP!（2023年1月6日 - 1月27日、日本テレビ） - 2023年1月度月替わり金曜パーソナリティー[22]
- おやすみ王子「木守柿」（2023年10月21日、NHK総合）[23]
- ドキュメント72時間「春の池袋でアニメな人々を見つめてみた件」（2024年4月26日、NHK総合） - ナレーション
- 青春スチャラカ学園（2022年5月8日 - 7月24日、ABEMA）[5]

### CM・広告
- SEGA「セガ創立60周年プロジェクトアンバサダー」（2020年） - せが四郎 役[4]
- 新日本エネックス（2021年）
- ニッスイ「わが家の麺自慢」シリーズ（2023年10月 - 2024年〈WEB動画〉、2024年10月〈TVCM〉 - ）※父・弘、と共演[24][25]

### ランウェイ
- TGC teen 2021 Winter（2021年11月20日、恵比寿 The Garden Hall）

### 舞台
- ミュージカル『浜村渚の計算ノート』（2023年9月14日 - 18日、キャナルシティ劇場 他） - 瀬島直樹 役
- 日本テレビ開局70年記念舞台『西遊記』（2023年11月3日 - 5日、オリックス劇場 / 11月10日 - 23日、博多座 / 12月27日 - 2024年1月2日、御園座 / 1月6日 - 28日、明治座） - 紅孩児 役[26][27]
- ミュージカル『OZ』（2024年11月14日 - 20日、I'M A SHOW） - マックス 役[28]
- 忠臣蔵（2025年12月12日 - 28日〈予定〉、明治座 / 2026年1月3日 - 6日〈予定〉、御園座 / 1月17日〈予定〉、富山県民会館 / 1月24日 - 27日〈予定〉、梅田芸術劇場 メインホール） - 堀部安兵衛 役[29]

## 作品

### 写真集
- 1st写真集 EXPRESSIONS（2023年2月14日、東京ニュース通信社）ISBN 978-4-86-701557-5[30]